# Baruscapillaria falconis
Espèce
Synonymes
- Cucullanus falconis Goeze, 1782 (protonyme)
- Capillaria falconis (Goeze, 1782)
- Pseudocapillaria (Pseudocapillaria) falconis (Goeze, 1782)
- Capillaria strigis (Froelich, 1802)[1]

Baruscapillaria falconis est une espèce de nématodes de la famille des Capillariidae et parasite d'oiseaux.

## Hôtes
Baruscapillaria falconis parasite le gros intestin et l'intestin grêle d'oiseaux, et a été retrouvé chez les rapaces suivants :
- Aigle pomarin (Clanga pomarina)
- Aigle ravisseur (Aquila rapax)
- Aigle des steppes (Aquila nipalensis)
- Autour des palombes (Accipiter gentilis)
- Busard cendré (Circus pygargus)
- Busard des roseaux (Circus aeruginosus)
- Busard Saint-Martin (Circus cyaneus)
- Buse pattue (Buteo lagopus)
- Buse variable (Buteo buteo)
- Buse de l'Himalaya (Buteo burmanicus)
- Chevêche d'Athéna (Athene noctua)
- Chevêchette d'Europe (Glaucidium passerinum)
- Chouette épervière (Surnia ulula)
- Chouette hulotte (Strix aluco)
- Chouette de l'Oural (Strix uralensis)
- Crécerelle d'Amérique (Falco sparverius)
- Épervier d'Europe (Accipiter nisus)
- Faucon crécerelle (Falco tinnunculus)
- Faucon kobez (Falco vespertinus)
- Grand-duc d'Amérique (Bubo virginianus)
- Hibou grand-duc (Bubo bubo)
- Hibou des marais (Asio flammeus)
- Hibou moyen-duc (Asio otus)
- Milan noir (Milvus migrans)
- Milan royal (Milvus milvus)
- Petite Nyctale (Aegolius acadicus)
- Pygargue à queue blanche (Haliaeetus albicilla)
- Nyctale de Tengmalm (Aegolius funereus)

## Taxinomie
L'espèce est décrite en 1782 par le zoologiste allemand Johann August Ephraim Goeze sous le protonyme Cucculanus falconis. L'espèce est placée dans le genre Pseudocapillaria par le parasitologiste tchèque František Moravec en 1982 dans sa révision des Capillariidae, mais dans le genre Baruscapillaria par Vlastimil Baruš et Tamara Petrovna Sergejeva en 1990.